# Balzo delle Rose
Il Balzo delle Rose (1.739 m s.l.m.) è una montagna dell'Appennino tosco-emiliano.

## Descrizione
La montagna viene così denominata in quanto nel passato la sua cima era ricoperta di rododentri che, nel periodo della fioritura, conferivano alla montagna un aspetto rosa-rosso.
Il suo fianco è attraversato dalla Via del Duca (o Via Ducale) che fu costruita fra il 1819 ed il 1823 ed univa i Ducati di Modena e di Lucca senza attraversare il Granducato di Toscana.
La cima si trova nel cuore dell'Appennino Tosco-Emiliano e sovrasta il borgo di Ca' di Gallo nella Valle delle Tagliole.
Attualmente la sua cima, nel periodo invernale, è meta di turisti che amano lo sci d'alpinismo.